# تحقیق و بررسی قایق شبح
تحقیق و بررسی قایق شبح (انگلیسی: Ghost boat investigation) یک پروژه تحقیقی حول حداقل ۲۴۳ پناهنده است که در تابستان ۲۰۱۴ در ساحل لیبی ناپدید شدند؛ در این گروه افراد بیشتری به نسبت ۲۳۹ مسافری که در پرواز شماره۳۷۰ هواپیمایی مالزی ناپدید شدند. هیچ‌یک از افراد گمشده با اعضای خانواده خود تماس نگرفته‌اند و هیچ جسدی یا قطعه‌ای از لاشه آن پیدا نشده. یک نظریه این است که قایق قاچاق انسان در ساحل لیبی، قصد داشته به مقصد ایتالیا برود، که بدون ردیابی ناپدید شده است. باقی نماندن هیچ قسمت یا قطعه از چنین قایق بزرگ در آب بسیار غیرمعمول است. خبرنگار اریک رایدی تحقیقاتش حول این پرونده را با مصاحبه و گردآوری مقالات آن در وبلاگش منتشر کرده است. بابی جانسون، سردبیر ارشد «مدیوم»، مقالات تحقیقاتی رایدی را به دست آورد و پروژه تحقیقاتی قایق شبح را برای کمک و پیگیری گروه ناپدید شدگان به جریان انداخت. از دسامبر ۲۰۱۵ هیچ اثری از مسافران پیدا نشده است.

## قایق، قاچاقچیان و مسافران
هر کدام از نفرات گروه ۲۴۳ نفره که لیبی را ترک کردند، برای رسیدن به اروپا ۱۶۰۰ دلار پرداخت کرده بودند. میشو تسفاماریام مدیریت ترتیبات این سفر از ارتباطات تا تدارکات و پرداخت به قاچاقچیان را بر عهده داشت. سه نفر دیگر در این سفر به وی کمک کردند که شامل: ابراهیم، جمال سعودی و جابر که همه آن‌ها دارای گذرنامه‌های سودانی هستند (اگر چه جمال سعودی اریتره‌ای می‌باشد). ابراهیم، مسئول ترتیبات این مسافرت و ارتباطات مسافران و خانواده‌ها بود. میشو تسفاماریام می‌گوید به دلیل خروج قایق از ساحل الخمس، لیبی، وی شاهد خروج نبوده. تسفاماریام در تاریخ ۲ دسامبر ۲۰۱۴ به اتهام قاچاق افراد دستگیر شد. در همین حال، جمال سعودی، اریتره‌ای که مدیریت گروه قاچاق توخلا را بر عهده داشت و پناهندگان را در قایق شبح قاچاق کرده بودند، در لیبی زندگی می‌کند، جایی که ارتباطات کاملی دارد.
اکثر مسافران مهاجرین اریتره بودند که از سرکوب رژیم نظامی این کشور فرار کردند. بنابر گزارشی در اول ژوئن۲۰۱۵ قریب به ۵۰۰۰ اریتره یی در ماه از کشور خارج می‌شوند.

## تحقیق و بررسی
کارشناسان می‌گویند غرق شدن چنین قایق بزرگی باید ردی از خود باقی گذاشته باشد.عثمان بلبیسی، مدیر سازمان بین‌المللی مهاجرت در لیبی، می‌گوید: «این بسیار عجیب است». فاستو ملوسو، مدافع پناهندگان و مهاجرین و همکار شرکت ایتالیایی «آرکی» در سیسیلی، می‌گوید: «این قابل تصور نیست که در سال ۲۰۱۴ یک قایق با تعداد زیادی سرنشین ناپدید شود و هیچ‌کس هم در مورد آن نمی‌داند». الگنش فیسه، فعال سیاسی که از اریتره فرار کرد و در کشورش متخصص امور پناهندگان است. گفت «این اولین بار است که چنین گروه بزرگی بدون پیدا کردن اثری از آنها ناپدید شدند، یک چنین واقعه ای غیرممکن است». در خصوص مهاجرت در ۱۲ اکتبر سال ۲۰۰۳ غرق شدن کشتی مهاجران لامپدوسا (۲۰۱۳) بود که بیش از ۳۶۰ مرگ و میر گزارش شد و تنها ۱۵۵ تن بازماندگان آن کشتی بودند. اجساد مفقود شده که پیدا شدند در سراسر اقیانوس گسترش یافته بود.
اریک رایدی که به عنوان خبرنگار در تونس مشغول به کار بود، زمانی که آگاهی یافت مرون استفانوس، فعال برجسته پناهندگان، گزارش‌هایی مربوط به همین قایق شبح را مورد بررسی قرار داده با وی تماس گرفت. مرون در پی تماس مرموزی بود که با خویشاوندان کسانی که در قایق شبح بودند گرفته شده بود. برخی از مسافران بازداشتی زندان تونس بودند. با این حال، تحقیق بیشتر نشان داد که تماس تلفنی در اساس دروغ بوده است.